# Rudi Stolle
Rudi Stolle (* 3. Oktober 1919 in Meißen; † 9. März 1996 ebenda) war ein deutscher Porzellankünstler, Maler, Zeichner und Grafiker.

## Leben
Rudi Stolle wurde als zweiter von drei Söhnen des Steindruckers Max Stolle und seiner Ehefrau Elise in Meißen geboren und besuchte bis 1934 die dortige Volksschule. Parallel zur Lehre zum Lithograph nahm er an den Kursen der Malerklasse der Porzellanmanufaktur Meissen sowie an den Kursen der Kunstgewerbeakademie Dresden teil. Nach Abschluss seiner Lehre war er bis 1940 als Lithograf tätig und wurde als Soldat eingezogen. Erst in Polen, dann in der Ukraine, 1941 in Ost- und Südfrankreich, danach 1943 in Monte Cassino in Italien stationiert, geriet er 1944 in amerikanische Kriegsgefangenschaft und wurde in die USA gebracht. 
Seinem Aufenthalt ab 1945 in England, wo er in Stratford-upon-Avon „Shakespeare-Erlebnisse“ sammelte, sowie Liverpool und Birmingham besuchte, folgte 1947 die Anstellung als Blumenmaler in der Porzellanmanufaktur Meissen. Um 1960 kam es zu Kontakten mit Ludwig Zepner und Heinz Werner, die die Zusammenarbeit und in eigenen künstlerischen Entwürfen in international anerkannten Porzellanserien und Unikaten gestalteten. Stolle wurde Mitglied des Kollektivs Künstlerische Entwicklung.
Der Studienreise von 1974 nach Rerik folgte 1977 die nach Ungarn und die Teilnahme am internationalen Keramiksymposium, an denen u. a. Peter Strang, Heinz Werner und Ludwig Zepner beteiligt waren. 
1981 besuchte er Japan und bereiste die Städte Tokio, Kōbe und Arita. Bis 1991 arbeitete er für die Porzellanmanufaktur Meissen. 1996 starb er im Alter von 76 Jahren in Meißen.

## Auszeichnungen
- 1973: 17. Mai 1973 Kunstpreis der DDR gemeinsam mit Peter Strang, Heinz Werner und Ludwig Zepner.[2]
- Am 1. Oktober 1975 erhielt er als Mitglied des Kollektivs Künstlerische Entwicklung den Staatspreis der DDR.[3]

## Werk
Rudi Stolle war als Mitglied des Kollektivs Künstlerische Entwicklung der Porzellanmanufaktur Meissen unter an einem dessen Hauptwerke wesentlich beteiligt, dem über 250-teiligen Service Großer Ausschnitt, zu dem er Blumenmotive beisteuerte. Für die Manufaktur schuf er ab 1977 auch Unikate (Wandbilder, Wandschalen, Vasen). Er gestaltete sowohl gegenständliche als auch geometrisch-abstrakte Dekorationen und setzte dabei unterschiedliche Techniken ein (Malen, Zeichnen, Schaben, Ritzen). Dabei nutzte er die Porzellanflächen als Untergrund für seine Malereien und Zeichnungen und löste sich somit von der reinen Zweckgebundenheit dieses Materials. Kennzeichnend für seine Arbeiten sind kleinteilige, dynamische Musterungen und das Vorherrschen von linearen und grafischen Strukturen.
Auch jenseits seiner Porzellan-Arbeiten war Stolle als Maler, Zeichner und Grafiker tätig. Anfangs malte er Aquarelle und zeichnete mit Kohle, Bleistift, Tusche und Sepia. Zu Beginn der 1970er Jahre malte er in Tempera, während er von 1978 bis Ende der 1980er Jahre bevorzugt Ölkreide einsetzte. Ab 1981 schuf er auch Federzeichnungen und ab 1990 Linolschnitte. Zu seinen bevorzugten Motiven gehörten Landschaften und Naturdarstellungen, mitunter astronomische Themen, selten Figürliches.

## Werke (Auswahl)
- 1973: „Elbe bei Gauernitz“, Ölkreide, 38 × 30 cm[4]
- 1975: Bildwand und Tresen der Milchbar im Palast der Republik, Berlin
- 1976: Wandgestaltung im Café Rosengarten, Dresden (mit Ludwig Zepner)
- 1977: „Die Sonne rollt über den Horizont“ und als Unikat Nr. 9 angefertigt, Wandbild (33 × 54 cm) und wurde im Museum Haus der Kunst ausgestellt.
- 1978: Wandmosaik „Gelbe und blaue Fische“, (260 × 120 cm/dreigeteilt) wurde in der Porzellanmanufaktur Meissen hergestellt. Das Mosaik besteht aus ca. 35 × 13 Kacheln, wobei der dominierende Farbton ein Spektrum an blauen Farben ist. Der im oberen Bereich im gelben Farbton gestaltete Fischschwarm besteht aus 22 kleinen Fischen, die von rechts nach links schwimmen und dem zwei große, gelbe Fische entgegenschwimmen; der untere in Blautönen gestaltete Fischschwarm besteht aus 16 kleinen Fischen, die von links nach rechts schwimmen und dem zwei große blaue Fische entgegenschwimmen.
- 1978: Wandbild „Der Held und der Drache“
- 1978: Wandbild „Teichsonne“
- 1980: zylindrische Vase „Schwingende Kristalle“
- 1982: Wandgestaltung in der Charité, Berlin
- 1987: „Japanische Impressionen“, signiert und datiert 1987 und als Unikat Nr. 142 1988 angefertigt[5]
- 1987: „Supernova“, Emailfarbe/Porzellanplatte

### Gemeinsam mit Heinz Werner
- 1975: „Mandelbäumchen in Sepia Dekor“ zum „Großer Ausschnitt“ nach einem 1973er Modell von Ludwig Zepner
- 1976: „Hängende Blütenkomposition“ als Wandbild im Staatsauftrag in Sepiamalerei für das Café Altmark in Dresden ausgeführt (1.225 Meissenkacheln auf einer Fläche von ca. 280 × 280 cm).[6]

### Gemeinsam mit Jörg Danielczyk
Mit Jörg Danielczyk fertigte er:
- 1986: Vase Stilisierte Wellen 26/86[7]

## Ausstellungsbeteiligungen
- 1976: Meissen heute Kunstgewerbemuseum Berlin
- 1983: Meissner Porzellan von 1710 bis zur Gegenwart, Kunstgewerbe-Museum Köln
- 1989: Meissener Blaumalerei aus drei Jahrhunderten, Staatliche Kunstsammlungen Dresden, Porzellan-Sammlung

## Sammlungen
Arbeiten Stolles befinden sich in zahlreichen bedeutenden deutschen und internationalen Museen, u. a. im Meissen Museum Sapporo in Japan und in der Porzellan-Sammlung der Staatlichen Kunstsammlungen Dresden.

## Fotografische Darstellung Stolles
- Gerhard Weber: Rudi Stolle, Kunstporzellanmaler[8]

## Persiflage auf Rudi Stolle
- 1987: „Clown mit Gitarre“ aus der Serie „Musikalclowns“ von Peter Strang für Meissen, um 2000.[9]